# Calliphora stelviana
Calliphora stelviana är en tvåvingeart som först beskrevs av Brauer och Julius Edler von Bergenstamm 1891.  Calliphora stelviana ingår i släktet Calliphora och familjen spyflugor.
Artens utbredningsområde är Österrike. Arten är reproducerande i Sverige. Inga underarter finns listade i Catalogue of Life.